# Neotrypaea uncinata
Neotrypaea uncinata is een tienpotigensoort uit de familie van de Callianassidae. De wetenschappelijke naam van de soort is voor het eerst geldig gepubliceerd in 1837 door H. Milne-Edwards.